# Corquilleroy
Corquilleroy ist eine französische Gemeinde mit 2.840 Einwohnern (Stand: 1. Januar 2022) im Département Loiret in der Region Centre-Val de Loire. Sie gehört zum Arrondissement Montargis und zum Kanton Châlette-sur-Loing. Die Einwohner werden Guillerois und Guilleroises genannt.
Die Gemeinde erhielt 2022 die Auszeichnung „Eine Blume“, die vom Conseil national des villes et villages fleuris (CNVVF) im Rahmen des jährlichen Wettbewerbs der blumengeschmückten Städte und Dörfer verliehen wird.

## Geografie
Der Canal d’Orléans begrenzt die Gemeinde im Osten. Umgeben wird Corquilleroy von Treilles-en-Gâtinais im Norden und Nordwesten, Girolles im Norden und Nordosten, Cepoy im Nordosten, Châlette-sur-Loing im Osten und Südosten, Pannes im Süden und Südwesten sowie Gondreville im Nordwesten. 
Durch die Gemeinde führen die Autoroute A19 und die Autoroute A77.

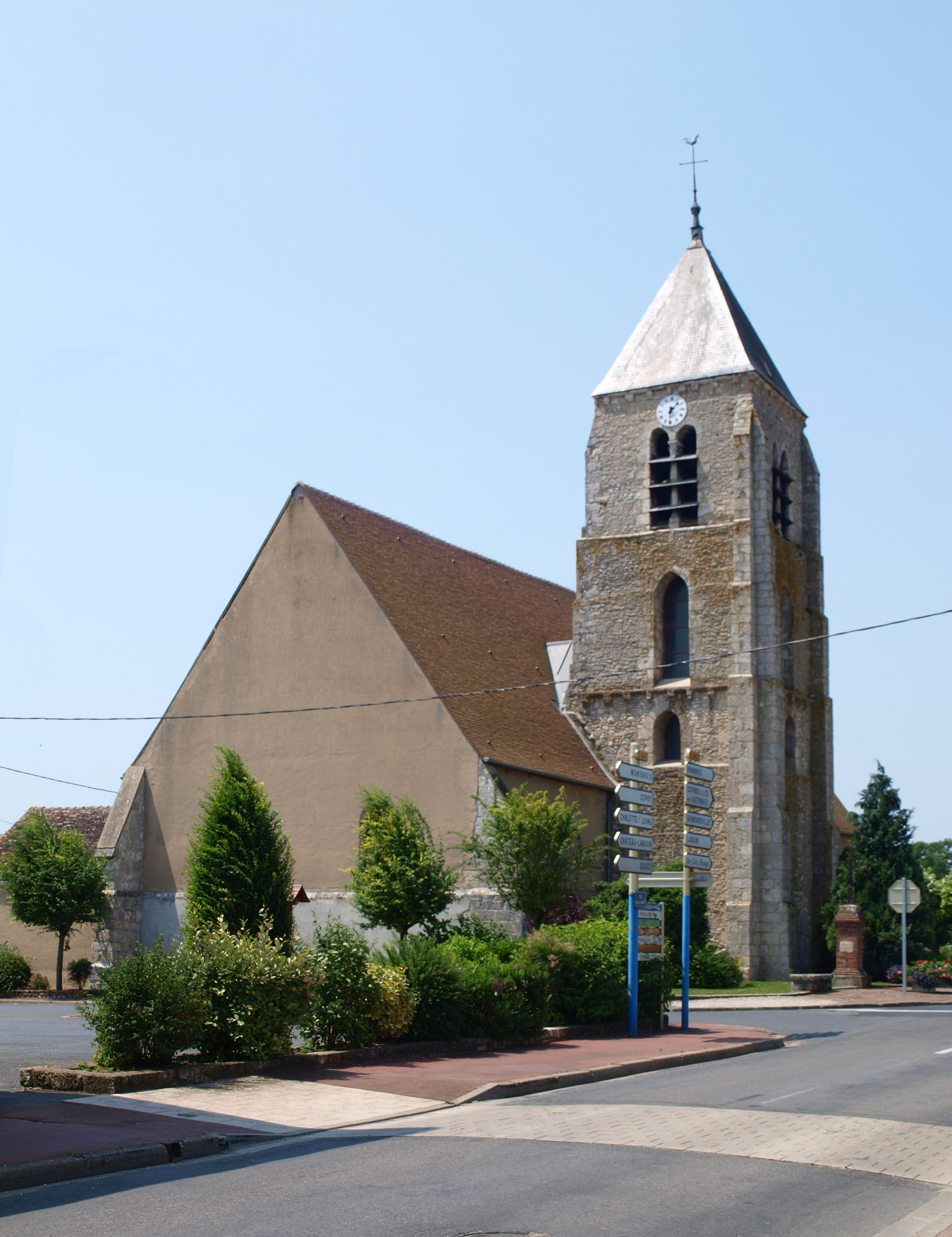
Kirche Saint-Martin

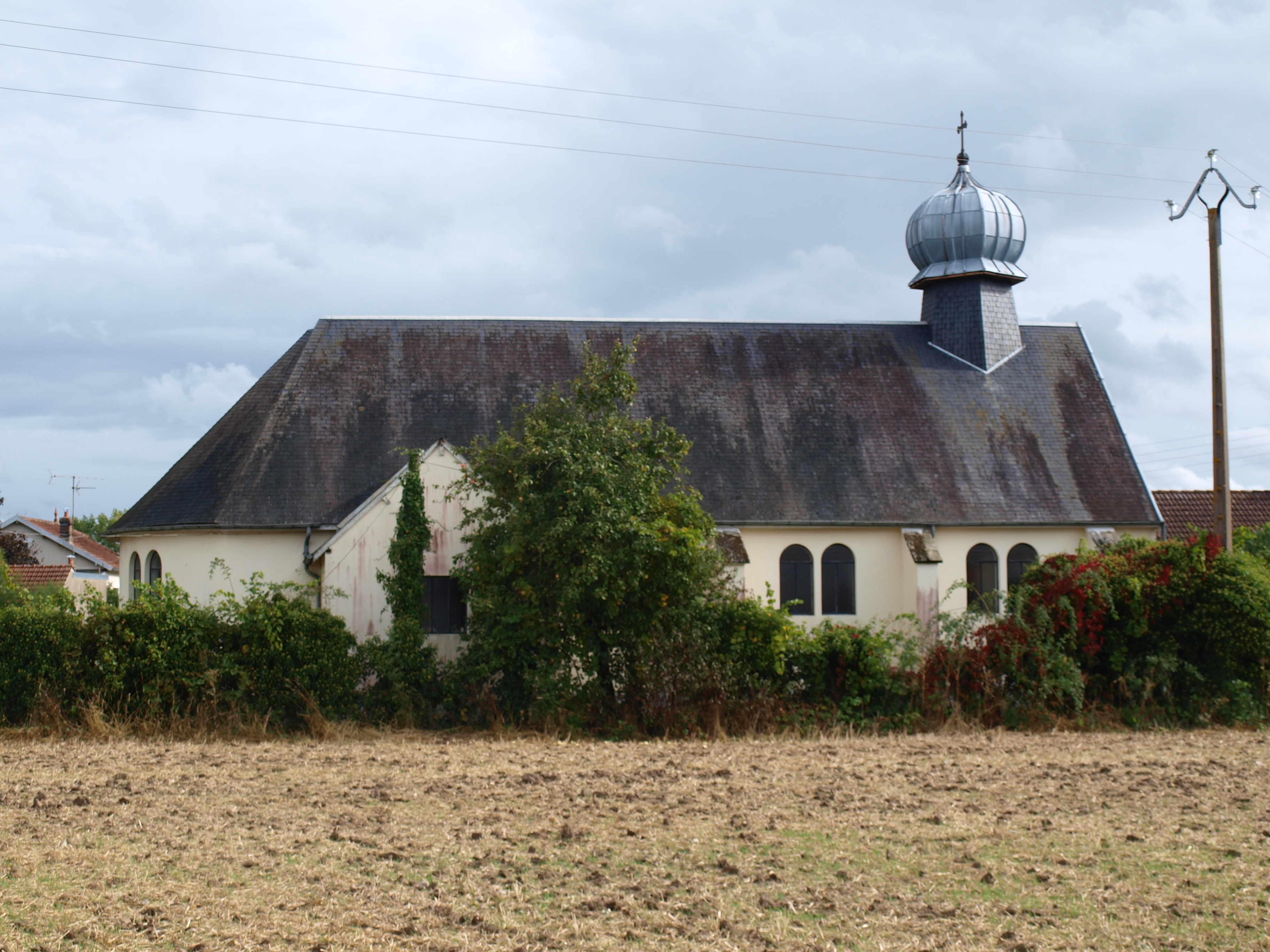
Kirche Sainte-Olga

## Bevölkerungsentwicklung
| 1962 | 1968 | 1975 | 1982 | 1990 | 1999 | 2006 | 2011 | 2018 |
| ---- | ---- | ---- | ---- | ---- | ---- | ---- | ---- | ---- |
| 1503 | 1650 | 1788 | 1842 | 1893 | 2108 | 2395 | 2682 | 2798 |

## Sehenswürdigkeiten
- Ukrainisch-Orthodoxe Kirche Sainte-Olga
- Kirche Saint-Martin von 1863